# El Refugio, Ayutla de los Libres
El Refugio är en ort i Mexiko.   Den ligger i kommunen Ayutla de los Libres och delstaten Guerrero, i den södra delen av landet, 270 km söder om huvudstaden Mexico City. El Refugio ligger 411 meter över havet och antalet invånare är 1 222.
Terrängen runt El Refugio är huvudsakligen kuperad, men åt sydost är den platt. Runt El Refugio är det ganska tätbefolkat, med 65 invånare per kvadratkilometer. Närmaste större samhälle är Ayutla de los Libres, 13,8 km sydost om El Refugio. Omgivningarna runt El Refugio är en mosaik av jordbruksmark och naturlig växtlighet.